# 三角化二十面體
在幾何學中，三角化二十面體（英語： 或 kisicosahedron）是指經過三角化變換的正二十面體，換句話說，三角化二十面體是將正二十面體的每個三角形面替換為三角錐後所形成的立體。當三角錐的錐高恰好使得所形成之立體的所有二面角等角時，則該幾何形狀是一種卡塔蘭立體，為截角十二面體的對偶多面體。一般三角化二十面體一詞用來稱呼卡塔蘭立體的版本，即凸多面體的版本，而更高的錐高會使得其成為非凸多面體，例如小三角化二十面體與大三角化二十面體。亦可以加入倒三角錐，如大十二面體。

## 性質
三角化二十面體由60個面、90條邊和32個頂點組成，其中60個面皆為全等的等腰三角形組成；在其32個頂點中，其中20個頂點是3個面的公共頂點、12個頂點是10個面的公共頂點。其作為卡塔蘭立體時，每個頂點到期幾何中心的距離相等，也就是說，若構造方式是由正二十面體的每個面上疊上三角錐，則這個三角錐的錐高需要恰好使得所構成的立體所有二面角相等，這種方是構成的三角化二十面體是一種卡塔蘭立體，其對偶多面體為截角十二面體。
要讓所構成的立體所有二面角相等，則其疊在原像——正二十面體上的三角錐之錐高必須為：
{\displaystyle {\frac {a}{{\sqrt {3}}\left(5\varphi +2\right)}}\approx 0.057\cdot a}
其中，{\displaystyle \varphi }為黃金比例、{\displaystyle a}為原像正二十面體的邊長。
而若要確保所形成的立體為嚴格凸的多面體，其錐高必須小於{\displaystyle H_{max}}：
{\displaystyle H_{max}={\frac {a{\sqrt {3}}}{6\varphi }}\approx 0.11\cdot a}
若錐高等於{\displaystyle H_{max}}時，該立體將會出現共面，相鄰兩面加入的角錐之側面互相共面形成菱形，此時立體變為菱形三十面體，更高的錐高將導致立體變為非凸多面體。

### 尺寸
若其對偶多面體截角十二面體的邊長為單位長，則三角化二十面體的邊長為：
{\displaystyle s_{1}={\frac {5}{22}}\left(7+{\sqrt {5}}\right)}
{\displaystyle s_{2}={\frac {1}{2}}\left(5+{\sqrt {5}}\right)}
而其表面積與體積為：
{\displaystyle S={\frac {75}{11}}{\sqrt {{\frac {1}{2}}\left(313+117{\sqrt {5}}\right)}}}
{\displaystyle V={\frac {125}{44}}\left(19+9{\sqrt {5}}\right)}
中分球半徑{\displaystyle r_{m}}與內切球半徑{\displaystyle r_{i}}為：
{\displaystyle r_{\mathrm {m} }={\frac {1}{4}}\left(5+3{\sqrt {5}}\right)\approx 2.92705}
{\displaystyle r_{\mathrm {i} }={\frac {5}{122}}{\sqrt {61\left(41+18{\sqrt {5}}\right)}}\approx 2.885258}
|  |

### 面的組成

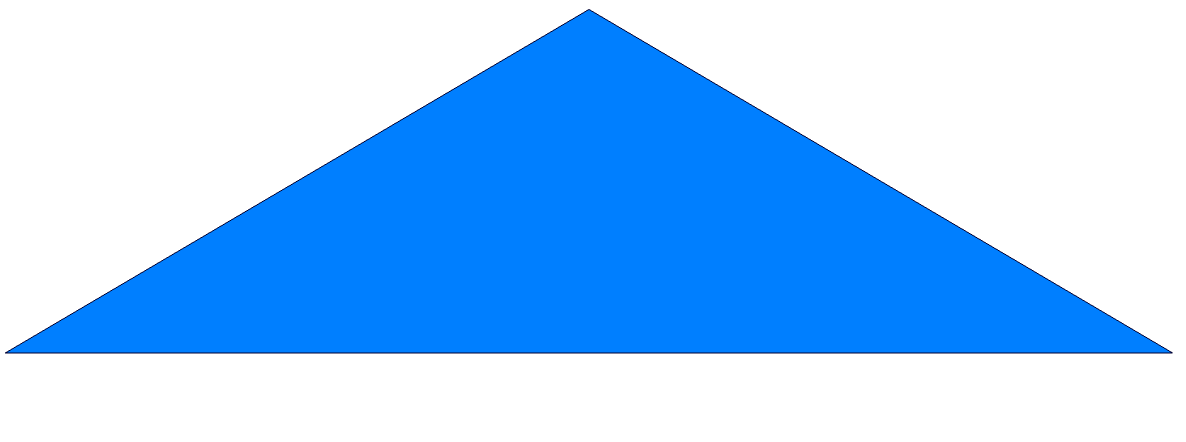
組成三角化二十面體的等腰三角形

三角化二十面體由60個全等的等腰三角形組成。三角化二十面體可以視為由正二十面體的每個面上疊上三角錐構成，其中三角錐的底面與原始立體正二十面體的面貼合，因此構成三角化二十面體的等腰三角形其底邊會與原始立體的邊長相等；而等腰三角形的腰長將會與三角化變換時加入的錐高相關。以卡塔蘭立體為例，其加入的三角錐錐高正好使得立體中所有二面角相等，此時構成這種立體之面等腰三角形頂角角度約119.04°、底角角度約30.48°，邊長比為{\displaystyle 2{\sqrt {5}}:2{\sqrt {5}}:3{\sqrt {5}}+1}。
底邊長/腰長 = {\displaystyle {\frac {15+{\sqrt {5}}}{10}}}

## 正交投影
三角化二十面體有3個對稱點，其中兩個為基於頂點、一個為基於稜之中點。此外三角化二十面體亦存在5個特殊的正交投影，分別為基於頂點的投影、基於兩種邊長之邊的投影各一種、基於立體中六邊形的投影、以及基於立體中五邊形的投影。最後兩種投影方式的對稱性對應於A2 和 H2的考克斯特平面。
| 投影 對稱性 | [2] | [6] | [10] |
| 圖像        |     |     |      |
| 對偶 圖像   |     |     |      |

## 變體

各種三角化後的正二十面體變種連續動畫。動畫中依序展示了正二十面體（原像）、三角化二十面體、菱形三十面體、小三角六邊形二十面體、正二十面體四維錐的展開圖、大星形十二面体與凹三角錐二十面體等形狀

當每面疊上的三角錐的高不能使得各角錐側面與側面間的二面角相等，就會有如下情況：
| 圖像 | 名稱                                             | 加入錐體的方式                                     | 錐高                                                                                 |
| ---- | ------------------------------------------------ | -------------------------------------------------- | ------------------------------------------------------------------------------------ |
|      | 大十二面體                                       | 加入倒三角錐                                       | {\displaystyle -{\sqrt {\frac {7-3{\sqrt {5}}}{6}}}a\approx 0.220528\cdot a}         |
|      | 正二十面體                                       | 原始形狀                                           | 0                                                                                    |
|      | 三角化二十面體                                   |                                                    | {\displaystyle {\frac {a}{{\sqrt {3}}\left(5\varphi +2\right)}}\approx 0.057\cdot a} |
|      | 菱形三十面體                                     | 加入的角錐正好與鄰面加入的角錐側面與側面二面角相等 | {\displaystyle {\frac {a{\sqrt {3}}}{6\varphi }}\approx 0.11\cdot a}                 |
|      | 小三角六邊形二十面體                             | 加入的角錐正好與鄰面加入的角錐側面與側面共面       | {\displaystyle {\frac {\sqrt {15}}{15}}\approx 0.258199\cdot a}                      |
|      | 加入的角錐正好可以使整個立體內嵌在正十二面體內。 |                                                    |                                                                                      |
|      | 正二十面體四維錐的展開圖                         | 加入正四面體                                       | {\displaystyle {{\sqrt {6}} \over 3}a\approx 0.816497\cdot a}                        |
|      | 大星形十二面体                                   |                                                    | {\displaystyle {\sqrt {\frac {7+3{\sqrt {5}}}{6}}}a\approx 1.51152\cdot a}           |
|      |                                                  | 加入無窮高的錐體                                   | {\displaystyle \infty }                                                              |

## 外部連結
- 埃里克·韦斯坦因, 三角化二十面體 （參閱卡塔蘭立體） 於MathWorld（英文）